# Lago Bianco (Valsesia)
Il Lago Bianco è un piccolo lago alpino della Valsesia.

## Caratteristiche
Il lago ha un perimetro di 650 m, una profondità di 4–6 m; e una superficie di circa 30.000 m². È situato in Val Vogna (una piccola valle laterale della Valsesia), a quota 2333 m s.l.m.

## Accesso

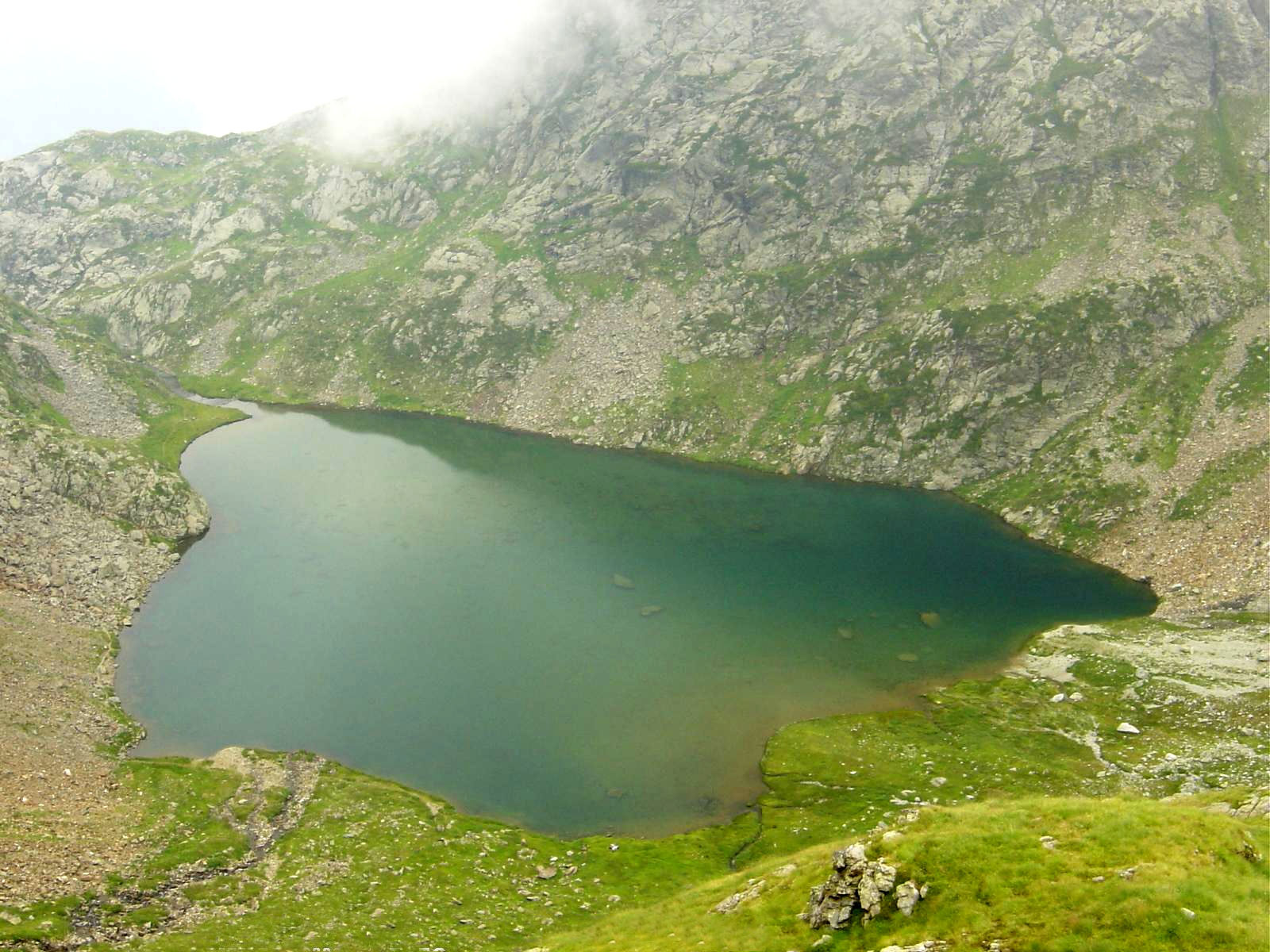
Il Lago Bianco visto dal sentiero che porta al Lago Nero.

Il lago viene sovente visitato, perché si trova lungo il percorso d'accesso di una montagna ambita da molti escursionisti: il Corno Bianco (3320 m s.l.m.). La bellezza del luogo però, fa sì che spesso lo si consideri una meta fine a se stessa.  
Partendo da Riva Valdobbia si può raggiungere in auto la frazione Cà di Janzo; da qui si prosegue a piedi per il sentiero segnalato dal segnavia 201/202 (ex 1/2) per la durata di circa 3 ore. 
Dista dal Rifugio Carestia mezz'ora di cammino.